# Kurt Haseneder
Kurt Haseneder, genannt „Hasi“ bzw. „Muckl“ (* 22. April 1942 in Nürnberg) ist ein ehemaliger deutscher Fußballspieler, der mit dem 1. FC Nürnberg im Jahre 1961 die deutsche Fußballmeisterschaft gewann.

## Karriere

### 1. FC Nürnberg, 1954–1963
In der C-Jugend begann Kurt Haseneder im Jahre 1954 seine Karriere beim 1. FC Nürnberg. Mit den späteren Bundesliga-Profis Horst Leupold und Stefan Reisch durchlief er auch die B- und A-Jugend beim „Club“. Im April 1960 vertrat er die Farben des DFB im UEFA-Jugendturnier in Österreich. In der DFB-A-Jugend kam er 1960 fünfmal zum Einsatz. Im Olympia-Sommer 1960 wurde er in die Vertragsspielermannschaft der Oberliga Süd übernommen. Haseneder hatte noch Anfang August mit seinen Mannschaftskameraden wie Stefan Reisch und Peter von Kummant mit 6:3 die Süddeutsche A-Juniorenmeisterschaft gewonnen und dabei zwei Tore erzielt. Unmittelbar vor seinem Debüt in der Oberliga Süd überzeugte das Angriffstalent am 28. August 1960 bei einem internationalen Freundschaftsspiel gegen Vicenza Lanerossi. Er erzielte mit einem herrlichen Weitschuss ins linke Torkreuz in der 77. Minute den Siegtreffer und versprach eine Belebung für das Clubsturmspiel der nächsten Jahre zu werden. Der neue Trainer Herbert Widmayer gab dem Talent, das auf allen Positionen im Sturm einsetzbar war, am 4. September 1960 die erste Chance in der Oberliga Süd. Das Debüt von Haseneder endete mit einem 8:0-Heimsieg gegen den FC Bayern Hof. Seinen ersten Treffer markierte er am 30. Oktober beim FC Bayern München zum 3:0-Endstand für Nürnberg. Der „Club“ holte 1961 den Titel im Süden mit sieben Punkten Vorsprung vor Eintracht Frankfurt. Haseneder war mit neun Spielen und drei Toren daran beteiligt. In den Gruppenspielen der Endrunde um die deutsche Fußballmeisterschaft kam er zweimal gegen Hertha BSC zum Einsatz. Trainer Widmayer nominierte das Angriffstalent für das Finale am 24. Juni 1961 in Hannover gegen Borussia Dortmund als Linksaußen. Der 19-Jährige hatte sich mit dem 29-jährigen rechten Verteidiger Wilhelm Burgsmüller der Dortmunder auseinanderzusetzen. Bereits in der 6. Spielminute brachte er den „Club“ mit einem spektakulären Flugkopfball mit 1:0 in Führung. In seiner ersten Saison bei den Senioren feierte er den Titelgewinn in der Oberliga Süd und die deutsche Meisterschaft. 1962 folgte die Titelverteidigung im Süden. Haseneder kam auf 11 Spiele und fünf Tore in der Saison 1961/62. In der Endrunde 1962 wurde er nicht zum Einsatz gebracht, ebenso nicht im Finale gegen den 1. FC Köln. Im dritten Jahr gelang ihm aber der endgültige Durchbruch. In 23 Spielen schoss er 24 Tore und wurde damit gemeinsam mit Rudi Brunnenmeier vom Meister TSV 1860 München Torschützenkönig der Oberliga Süd. Durch die Fußball-Weltmeisterschaft 1962 in Chile fand das DFB-Pokalfinale erst am 29. August 1962 in Hannover statt. Zuvor hatten schon die zwei ersten Spieltage der Saison 1962/63 in der Oberliga Süd stattgefunden. Haseneder hatte in beiden Begegnungen getroffen und spielte deshalb auch im Endspiel gegen Fortuna Düsseldorf. Ihm gelang in der 71. Spielminute der 1:1-Ausgleichstreffer. In der Verlängerung setzte sich der „Club“ mit 2:1 gegen die Rheinländer durch. Bereits im Oktober und November 1962 sammelte er internationale Erfahrung im Europacup der Pokalsieger bei den Spielen gegen AS Saint-Étienne. Ihm glückte beim 3:0-Heimsieg der Treffer zur 2:0-Führung. Durch die Vizemeisterschaft 1963 hinter 1860 München zog der „Club“ wieder in die Endrunde ein. Am 15. Juni 1963 steuerte der Torjäger zwei Treffer zum 5:0-Heimsieg gegen Hertha BSC bei. Den erneuten Einzug in das Finale verhinderte aber der 1. FC Köln. Durch seinen kurz vor dem Start der neuen Fußball-Bundesliga vollzogenen sensationellen Wechsel zu Schwaben Augsburg, bei dem er einfach aus dem Trainingslager verschwand, war die Begegnung gegen Hertha BSC in der Endrunde 1963 sein letztes Spiel für den 1. FC Nürnberg. Er spielte fortan in der Regionalliga Süd. Von 1960 bis 1963 bestritt er 43 Oberligaspiele und erzielte dabei 33 Tore. Er wurde zweimal Süddeutscher Meister, einmal Deutscher Meister, DFB-Pokalsieger und Torschützenkönig im Süden. Mit 21 Jahren verabschiedete er sich in die sportliche Zweitklassigkeit.

### Schwaben Augsburg, 1963–1969
Am 4. August 1963 debütierte Haseneder im Dress von Schwaben Augsburg in der Regionalliga Süd bei dem 0:0-Unentschieden gegen die Stuttgarter Kickers im heimischen Rosenau-Stadion. Bei den Stuttgartern agierte als linker Läufer Pál Csernai, der später als Trainer des FC Bayern München zu Meisterehren kommen sollte. Von 1963 bis 1969 brachte es Kurt Haseneder auf 175 Spiele mit 99 Toren in der Regionalliga Süd. Am treffsichersten war er in der Runde 1966/67 mit 28 Torerfolgen. In der Saison 1965/66 stürmte er für den KSV Hessen Kassel. Nach dem Abstieg von Schwaben Augsburg in der Saison 1968/69 war die Karriere von Haseneder im überregionalen Fußball beendet. Highlights seiner Schwaben-Zeit waren das Spiel am 27. Dezember 1964 um den süddeutschen Pokal in Augsburg gegen Bayern München. Er traf als Mittelstürmer beim 7:3-Erfolg gegen die Münchner mit Franz Beckenbauer als Mittelläufer im damals noch gespielten WM-System viermal in das Tor von Sepp Maier. Auch der „World-Cup-Willi“ der WM-Tage 1966, Willi Schulz, lernte den begnadeten Instinkttorjäger Kurt Haseneder von seiner besten Seite kennen. In der 1. Pokalhauptrunde am 16. Januar 1965 erzielte „Hasi“ auch gegen den knochenharten Schalker Defensivspezialisten vier Tore bei der 5:7-Niederlage nach Verlängerung von Schwaben Augsburg gegen den FC Schalke 04.

## Ausklang
Ab 1969 streifte Haseneder das Trikot des gerade aus der Fusion zwischen dem TSV Schwaben und BC Augsburg entstandenen neuen FC Augsburg in der Bayernliga über. Sein letztes von insgesamt 30 Punktspielen (21 Tore) für den FCA bestritt der Torjäger am 27. September 1970 bei der 0:1-Heimniederlage gegen die Amateure des 1. FC Nürnberg. Haseneder lief anschließend noch bis 1982 im Amateurlager für den TSV Neusäß in der A-Klasse auf. Er war zuletzt Städtischer Angestellter. Die Toto-Lotto-Annahmestelle, die ihn 1963 mit zum Abschied aus Nürnberg veranlasst hatte, besaß er nicht mehr.